# Александар Ивић
Александар Ивић (Београд, 6. март 1949 — Београд, 27. децембар 2020) био је српски математичар, професор емеритус Универзитета у Београду и академик САНУ.

## Биографија
Рођен је као син познатих лингвиста и академика Павла и Милке Ивић. Деда по оцу је био историчар Алекса Ивић, а прадеда по мајци песник Војислав Илић, син књижевника и министра Јована Илића.
Био је учесник на Међународној математичкој олимпијади 1967. године. На Природно-математичком факултету Универзитета у Београду је магистрирао 1973. и докторирао 1975. године. Наслов докторске дисертације био му је „О неким класама аритметичких функција које су везане за расподелу простих бројева“, а ментор Ђуро Курепа. Његова научна област деловања била је аналитичка теорија бројева.
Након рада на Природно-математичком факултету Универзитета у Новом Саду прелази на Рударско-геолошки факултет Универзитета у Београду (Катедра за примењену математику), пролазећи кроз сва универзитетска звања. За редовног професора изабран је 1988, а за професора емеритуса на Универзитету у Београду 2014. године.
Био је члан Математичког института САНУ и члан редакције више међународних часописа. Будући истакнути научник у области аналитичке теорије бројева позиван је на многе међународне научне скупове као пленарни предавач. Био је гостујући професор на многим универзитетима у свету (Јапан, Кина, Бразил, Финска, итд), на којима је држао предавања из теорије Риманове зета функције, као једне од данас најактуелнијих теорија у математичком свету. Његова монографија о чувеној Римановој функцији и Римановој хипотези (The Riemann zeta-function. Theory and applications), објављена код најпознатијег светског издавача John Wiley & Sons, Inc., New York, 1985, доживела је још једно издање код Dover Publications, Inc., Mineola, NY, 2003, и цитирана је преко 600 пута од најпознатијих светских ауторитета у области аналитичке теорије бројева.
На основу курса који је одржао током 2011. године на Универзитету у Хелсинкију, настала је још једна његова позната монографија о теорији Хардијеве Z-функције (The Theory оf Hardy’s Z-Function, Cambridge University Press, 2013).
За дописног члана Српске академије наука и уметности (САНУ) изабран је 1988, а за редовног 2000. године.
Из првог брака има кћерке Наталију (1980) и  Емилију (1984).
Био је ожењен Сандом Рашковић Ивић, са којом је добио сина Јована (1997—2022). Преминуо је 27. децембра 2020. године у Београду.

## Дела
Објавио је преко 280 научних радова у најпознатијим светским часописима, са цитираношћу од неколико хиљада пута. Писао је рецензије за међународне часописе и реферате за познате светске реферативне журнале.
- The Riemann Zeta-Function: theory and applications. Wiley. 2003. ISBN 978-0-486-42813-0.1985, репринт Dover. .
- The Theory of Hardy's Z-Function. New York: Cambridge University Press.2013
- са Jean-Marie de Koninck: Topics in arithmetical functions: asymptotic formulae for sums of reciprocals of arithmetical functions and related results, North Holland 1980
- Lectures on mean values of the Riemann Zeta Function, Lectures Tata Institute, Springer Verlag 1991